# 汉娜·厄贝里
汉娜·厄贝里（瑞典語：Hanna Öberg，1995年11月2日—），生于基律纳，瑞典女子冬季两项运动员。

## 生平
汉娜·厄贝里2岁时受父母影响开始接触滑雪，6岁时她进入俱乐部练习滑雪。尽管她的父母都曾接触过冬季两项，她在童年时期一直都是练习越野滑雪，直到10岁时她才开始专攻冬季两项。她的妹妹埃爾薇拉·厄貝里同样也是一名冬季两项选手。她在2016–17赛季完成了自己的世界杯分站赛首秀，并获得了国际冬季两项联盟颁发的2017年度最佳新人女运动员奖。
在北京举行的2022年冬季奥林匹克运动会上获得冬季两项女子4x6接力比赛金牌。